# Pacifoculodes levingsi
Pacifoculodes levingsi är en kräftdjursart som beskrevs av Edward Lloyd Bousfield och Chevrier 1996. Pacifoculodes levingsi ingår i släktet Pacifoculodes och familjen Oedicerotidae. Inga underarter finns listade i Catalogue of Life.